# Гутьеррес де ла Конча, Мануэль
Мануэ́ль Гутье́ррес де ла Ко́нча и Ириго́йен (исп. Manuel Gutiérrez de la Concha e Irigoyen; 25 апреля 1808 — 28 июня 1874) — испанский генерал, маркиз дель Дуэро, брат дона Хосe Гутьерресa де ла Кончи.
В 1820 году был принят кадетом в военное училище. В кампании против карлистов он несколько раз отличился и в 1840 году стал генерал-губернатором провинций Гвадалахара, Куэнка и Альбасете, а затем и провинции Каталония. После окончания гражданской войны он принял участие в восстании против Бальдомеро Эспартеро 7 октября 1841 года, а затем бежал во Флоренцию. В 1843 году временное правительство назначило его генерал-губернатором Андалусии. 
В 1853 году, вместе с О’Доннелем и Гонсалесом Браво, представил королеве Изабелле адрес о созыве кортесов и назначении либерального министерства. Сосланный на Канарские острова, он бежал во Францию, но вскоре вернулся в Испанию.
Во время марокканского похода Гутьеррес де ла Конча командовал первой армией (1860). После того как его брат Хосе сформировал последний кабинет королевы, он стал в 1868 году генерал-губернатором Кастилии. После битвы при Альколее 28 сентября 1868 года брат поручил ему командовать войсками в Мадриде. Гутьеррес де ла Конча, считавший положение королевы несостоятельным, заявил мадридскому революционному комитету, что он хочет лишь поддерживать порядок до прибытия победителей. 3 октября он передал командование лидеру революции Франсиско Серрано Домингесу. Вместе с Топете, Фернандесом де Кордобой, Завалой и другими властями в декабре 1870 года он входил в состав делегации, принимавшей Амадео I Савойского в Картахене.
Гутьеррес де ла Конча затем жил за границей, пока в 1874 году не был назначен командующим Третьей Северной армией. Он победоносно сражался в сражениях при Мунекасе и Галдамесе (27, 28 и 30 апреля), после чего карлисты отказались от осады Бильбао. 2 мая де ла Конча вошел в этот город. Затем он взял Вильярреаль и высоты Арлабана (24 мая) и двинулся против Эстельи, штаб-квартиры дона Карлоса. 25 июня 1874 года он захватил позиции карлистов на Монте-Эсквинса обходным движением, но был смертельно ранен пулей 27 июня 1874 года во время сражения при Абарсусе.